# Let's Dance Plus
Let's Dance Plus var ett TV-program på TV4 Plus med Anna Book som programledare. Programmet följde upp vad som skett under veckan för dansparen i Let's Dance på kanalen TV4, men var även en tävling där "vanliga" människor kunde få visa upp sin dans inför Let's Dance-juryn.